# Philippe Dupin
Philippe Dupin (Varzy, 1795. október 7. – Pisa, 1846. február 14.) francia ügyvéd, André Dupin és Charles Dupin öccse.

## Életútja
1816-tól ügyvédként dolgozott, 1834-től a párizsi ügyvédi kamara tagja lett. André bátyjával együtt a restauráció leghevesebb ellenfeleihez tartozott, de a júliusi forradalom után az új kormányhoz szegődött és megvédte Lajos Fülöp királyt több rendbeli gyanúsítás ellen. Több ízben képviselő is volt. Törvényszéki beszédeit Eugen nevű fia adta ki Plaidoyers címen (Párizs, 1868, 3 kötet).